# 潘集区

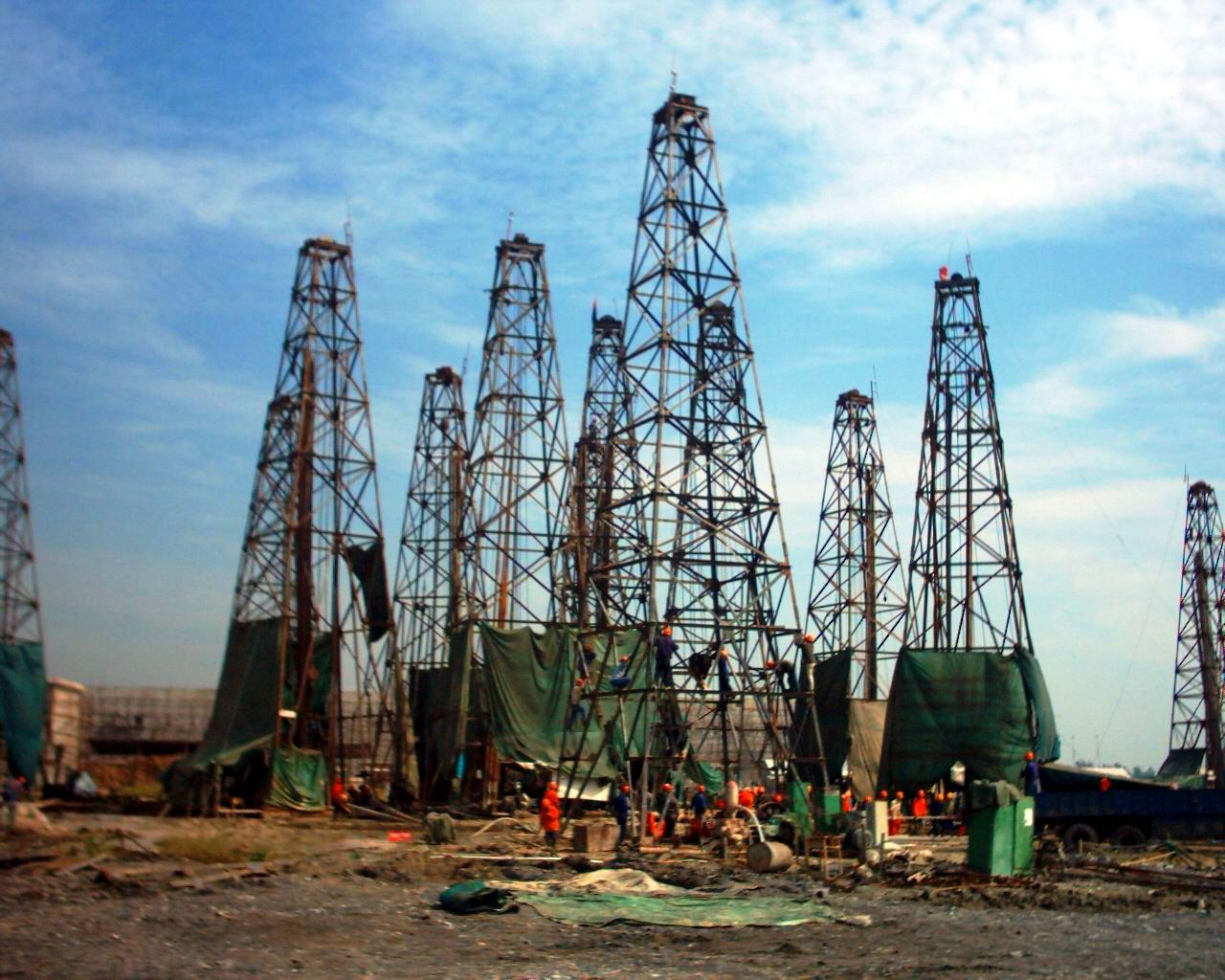

潘集区是中國安徽省淮南市下辖的一个区。潘集區地處黃淮平原南端，南瀕淮河，東與懷遠縣接壤，西與鳳台縣毗鄰，区域总面积为607平方公里，总人口約33万。区人民政府駐田集街道。

## 历史沿革
1972年划入市区设古沟区。1980年改今名。

## 行政区划
潘集区下辖1个街道办事处、9个镇、1个民族乡：
田集街道、高皇镇、平圩镇、泥河镇、潘集镇、芦集镇、架河镇、夹沟镇、祁集镇、贺疃镇和古沟回族乡。

## 人口
根據第七次人口普查數據，截至2020年11月1日零時，潘集區常住人口為326077人。

## 交通
- 345国道过境。

## 特产
潘集酥瓜：中国地理标志产品。